# Modern Magyarország Mozgalom
A Modern Magyarország Mozgalom Párt (röviden MoMa) liberális-konzervatív párt volt Magyarországon 2013–2019 között. Elnöke Bokros Lajos volt.

## Története
2013. április 21-én jelentette be Bokros Lajos európai parlamenti képviselő, egykori pénzügyminiszter. Elnöke Bokros Lajos, alelnöke Pusztai Erzsébet, a Magyar Demokrata Fórum (MDF), a Magyar Demokrata Néppárt (MDNP) és a Centrum Párt egykori politikusa. Az elnökség tagja még Kajdi József, Antall József miniszterelnök kormányhivatalának vezetője, Pálfy G. István egykori tévés újságíró, valamint Cselényi László, a Duna Televízió volt elnöke.
A párt a 2014-es magyarországi országgyűlési választáson nem szándékozott indulni, mivel ehhez még nem érezte elég erősnek az ismertségét és támogatottságát, valamint kritizálta az újabb választási rendszert, de a Fidesz kritikusaként kívülről támogatta a baloldali Összefogást.
A MoMa a 2014-es európai parlamenti választásra már listát akart állítani – részben az addig EP képviselő elnök, Bokros Lajos miatt is –, de nem sikerült a szükséges minimum 20 000 támogatói aláírást összegyűjtenie, ezért a párt elesett az indulástól, így Bokros képviselői mandátuma is véget ért. A MoMa kezdeményezte az ajánlások újraszámolását, mivel szerintük elegendő érvényes ajánlás gyűlt össze, amit a Nemzeti Választási Iroda munkatársai a párt általi megbízottakkal együtt el is végzett, de a vizsgált 24 264 ajánlásból a harmadik újraszámolás után is csak 18 633 volt érvényes (a három újraszámlálásnak három különböző eredménye volt, de mindháromnak nagyjából 18 és fél ezer volt az eredménye), amely eredményt és az ez általi vereséget ezután a pártelnök is elismerte. Bokros közölte, hogy ezután a párt országos szervezetének kiépítésébe kezdenek.
A 2014-es önkormányzati választáson a párt 100 jelöltet indított, köztük a pártelnököt, Bokros Lajost budapesti főpolgármester-jelöltként, aki 213 550 szavazatot (36,04%) kapott, ezzel második lett a fideszes Tarlós István mögött.
2017 szeptemberében a párt megállapodást kötött a Demokratikus Koalícióval (DK) a 2018-as országgyűlési választásokra, ezt Gyurcsány Ferenc jelentette be a Közös Ország Mozgalom Agórájának megnyitásakor. Bokros 500 napos programja keretében kerülne sor a szövetségre, ezután új, kétfordulós választási rendszerű választásokat írnának ki. 2018. január 12-én azonban Bokros egy Facebook-posztban bejelentette, hogy a DK „négy hónapnyi hitegetés után” végül nem kívánt megegyezni velük, ezért a MoMa a megszüntetést elkerülendő önállóan indul a 2018-as választásokon. A DK válaszában azt közölte, hogy a MoMa hagyott fel az egyeztetésekkel, miközben szerintük a DK méltányos ajánlatával a „nem mérhető támogatottságú pártnak” parlamenti képviselete lett volna. A párt az országgyűlési választáson országos lista nélkül 617 szavazatot kapott, mely mindössze 0,01%-ot jelentett.
2019. március 15-én a párt utolsó közgyűlésén megszavazták, hogy a párt befejezi a működését, mert az indoklásuk szerint a magyar belpolitika  „az önkényuralom szorításában jobbára az »éhezők viadalává« silányult”, ezért május 1-jével a MoMa befejezte a működését.

## Célkitűzések
A párt elsődleges célja a nemzeti és európai, a konzervatív és szabadelvű értékek hiteles képviselete és terjesztése Magyarországon.
Ezzel összhangban törekszik az alkotmányos jogállam
visszaállítására, az alapvető szabadságjogok megerősítésére, a 2011-ben elfogadott egyfordulós választási rendszer helyett egy arányos, kétfordulós választási rendszer kialakítására, a befektetői és beruházási bizalom visszaszerzésére, a korrupció minden válfajának megszüntetésére. A MoMa viszonyulását a demokratikus ellenzék pártjaihoz Bokros Lajos elnök 2014. január 30-i beszéde foglalta össze.

## Választási eredmények

### Országgyűlési választások
| Választás | Szavazatok száma | Szavazatok aránya | Mandátumok száma | Mandátumok aránya | Parlamenti szerepe |
| --------- | ---------------- | ----------------- | ---------------- | ----------------- | ------------------ |
| 2014-es   | –                | –                 | –                | –                 | Nem indult         |
| 2018-as*  | 617              | 0,01%             | –                | –                 | Nem jutott be      |

*A párt nem állított országos listát.